# Coeloneurum ferrugineum
Coeloneurum ferrugineum är en potatisväxtart som först beskrevs av Spreng., och fick sitt nu gällande namn av Ignatz Urban. Coeloneurum ferrugineum ingår i släktet Coeloneurum, och familjen potatisväxter. Inga underarter finns listade i Catalogue of Life.